# Ernest Coeckelbergh
Ernest Théophile Guillaume Joseph Coeckelbergh (Gosselies, 15 september 1888 - Charleroi, 14 juli 1962) was een Belgisch senator.

## Levensloop
Coekelbergh was doctor in de rechten (Katholieke Universiteit Leuven, 1912) en werd advocaat aan de balie van Charleroi.
Hij werd voorzitter van de Christelijke Mutualiteiten in het arrondissement Charleroi.
Van 1946 tot 1949 was hij gecoöpteerd senator voor de PSC.